# Голи ручак (филм)
Голи ручак (енгл. Naked Lunch) је надреалистички научнофантастични драмски филм из 1991. године, режисера Дејвида Кроненберга, у коме главне улоге тумаче Питер Велер, Џуди Дејвис, Ијан Холм и Рој Шајдер. Сценарио је писао сам Кроненберг, а заснован је на роману Вилијема Бароуза Голи ручак.

## Радња
Радња филма је опис неке бизарне мешавине стварности и халуцинантног полупараноидног нарко-делиријума, у којем живи четрдесетогодишњи писац наркоман. Постепено и за себе неприметно, он престаје да разликује границу између стварности и наркотичног делиријума.
Бил Ли ради као истребљивач: уништава бубашвабе. Једног дана, његовом атомизеру прерано понестане отровног праха, а он сазнаје да је разлог томе његова супруга, која користи отров као дрогу. Полиција ухапси Лија, али он то погрешно сматра халуцинацијама изазваним контактом са отровом за бубашвабе. Ли почиње да верује да је он тајни агент, а његов шеф (џиновска буба која прича) даје му задатак да убије његову жену Џоан Ли, која је, према бубици, агент Међузоне (Интерзоне) Инкорпорејтед. Након што пошаље бубу и њена упутства у пакао, Ли се враћа кући и затиче своју жену како има полуперверзан секс са његовим пријатељима. Случајно убија своју жену пиштољем, док покушава да понови легендарно дело Вилијема Тела (Тел је самострелом погодио јабуку на глави свога сина Валтера и преполовио је).
Пошто је „завршио” своју „мисију”, Ли бежи у Међузону, која се налази у граду негде у северној Африци, и све време проводи пишући „извештај” о својој „мисији”, који постаје књига „Голи ручак”. Док се у Интерзони, Лијеве писаће машине претварају у жива бића – бубе, дају му савете о његовој „мисији“. Кларк Нова, једна од Лијевих машина, говори му да мора пронаћи др Бенвеја тако што ће завести Џоан Фрост, која је двојник његове мртве жене Џоан Ли.
Када касније открије да је др Бенвеј шеф нарко картела који производи нову дрогу звану „црно месо”, Ли завршава свој извештај и бежи из међузоне због „Анексије” са Џоан Фрост. Када га сусрећу граничари, Ли, приморан да докаже да је писац, пуца у Џоан Фрост, као што је раније упуцао своју жену и исто тако случајно убија и њу. Видевши ово, граничари су пустили Лија у „Анексију”.